# Лодина (річка)
Лодина — річка в Польщі у Бещадському повіті Підкарпатського воєводства (гміна Устрики-Долішні). Ліва притока річки Стривігор (басейн Дністра).

## Опис
Довжина річки приблизно 8,39 км, найкоротша відстань між витоком і гирлом — 7,15  км, коефіцієнт звивистості річки — 1,17 . Формується багатьма струмками.

## Розташування
Бере початок на південно-східній стороні від села Ліщовате. Тече переважно на південний схід і біля села Кросьценко впадає у річку Стривігор, ліву притоку річки Дністра.